# 古斯塔夫·莫罗
古斯塔夫·莫罗（法語：Gustave Moreau，法語發音：[ɡystav mɔʁo]；1826年4月6日—1898年4月18日）是一位法国艺术家，是象征主义运动的重要人物。
让·卡苏称他为“卓越的象征主义画家”:110 p.。他是19世纪60年代视觉艺术中具有影响力的象征主义先行者，在19世纪90年代象征主义运动的高峰期，他是最重要的画家之一。艺术史学家罗贝尔·德勒瓦（Robert Delevoy）称莫罗“在《朱庇特和塞梅莱》中把象征主义的多义性带到了最高点”:147 p.。他是一位多产的艺术家，创作了超过15000幅绘画、水彩画和素描。莫罗画的是寓言故事和传统的圣经和神话题材，受到美术学院的青睐。若利斯-卡尔·于斯曼写道：“莫罗以一种微妙而充分的天赋为沉闷的旧题材注入了新的活力：他把被几个世纪的重复所磨损的神话，用一种有说服力的、崇高的、神秘的、新的语言表达出来”。他经常描绘的圣经和神话中的女性人物，被许多人视为象征主义的女性原型。他的艺术（和一般的象征主义）在20世纪初逐渐失宠，很少受到关注，但从20世纪60年代和70年代开始，他已被认为是最重要的象征主义画家之一。
莫罗出生在巴黎，在很小的时候就表现出了绘画天赋。他在罗兰中学（现在的雅克·德库尔中学）接受良好的教育，并在美术学院接受传统的绘画学术培训。19世纪50年代初，他与泰奥多尔·夏塞里奥建立了密切的友谊/指导关系，并在巴黎沙龙的展览中取得一些小成功。1856年夏塞里奥的早逝深深地影响了莫罗，他离开巴黎到意大利旅行，1857年至1859年，他带着数百份他对那里的大师画作进行的复制和研究回来。1864年，他的画作《俄狄浦斯和斯芬克斯》在巴黎沙龙上受到极大关注，赢得了一枚奖章，并建立了自己的声誉。他在19世纪60年代一直保持着成功，逐渐获得了一批热情而忠诚的崇拜者和收藏家。虽然他的画作《普罗米修斯》在1869年的沙龙上获得奖章，但媒体的批评很严厉，他直到1876年才再次向沙龙提交画作，1880年后永久退出。
莫罗于1883年被授予荣誉军团军官勋章。他有点厌世，在晚年越来越隐居，尽管他保持着一个亲密的朋友圈。他经常不愿意出售他的作品，很少举办展览，并拒绝了一些有声望的邀请，包括在布鲁塞尔Les XX沙龙展出的邀请（1887年），当他被选入美术学院时拒绝了教授的职位（1888年），以及索邦大学对建筑装饰的邀请（1891年）。直到1891年他的朋友朱尔-埃利·德洛奈去世后，他才同意接管德劳内在法國美術學院的工作室。他是一位出色的教师，他的学生中有亨利·马蒂斯、乔治·鲁奥和其他著名的艺术家。他的父母于1852年在拉罗什福考德街14号买了一栋联排别墅，将顶层改为莫罗的工作室，他在那里生活和工作，一生都是单身。
他于1898年死于癌症，并将拥有近1200幅绘画和水彩画以及超过10,000幅素描的城镇住宅和工作室遗赠给国家，以改建成博物馆。莫罗博物馆于1903年向公众开放，至今仍在开放。它是迄今为止最大和最重要的他的作品收藏。 

## 重要作品

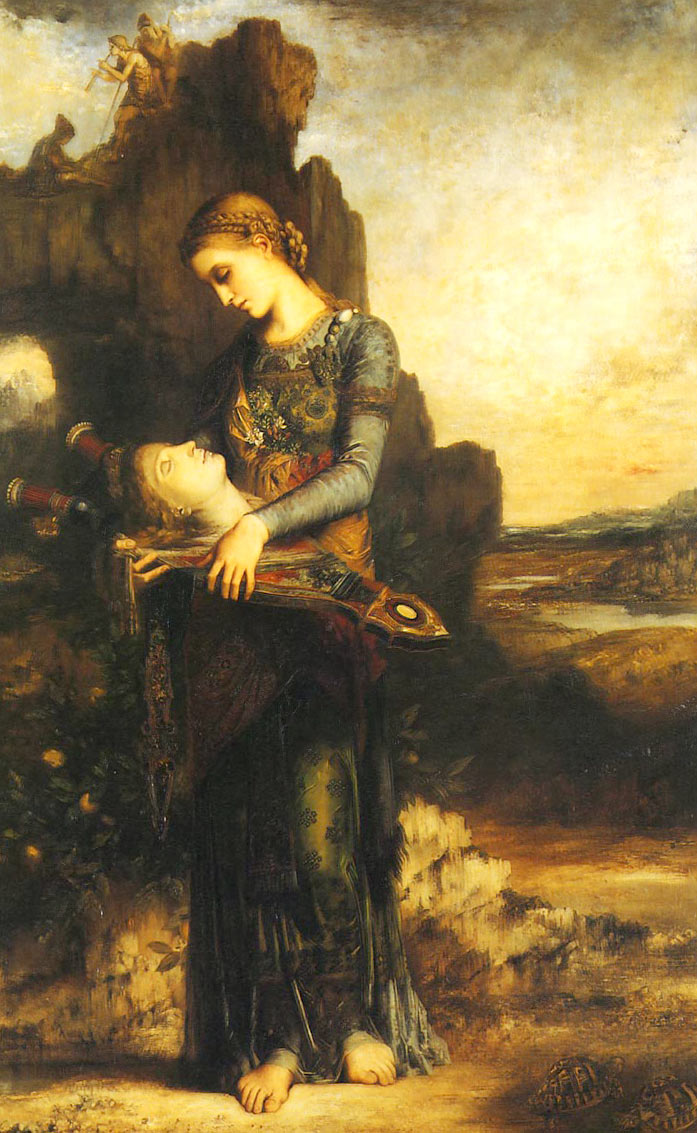
《傷悼俄耳甫斯》，1865年，收藏於奧塞美術館
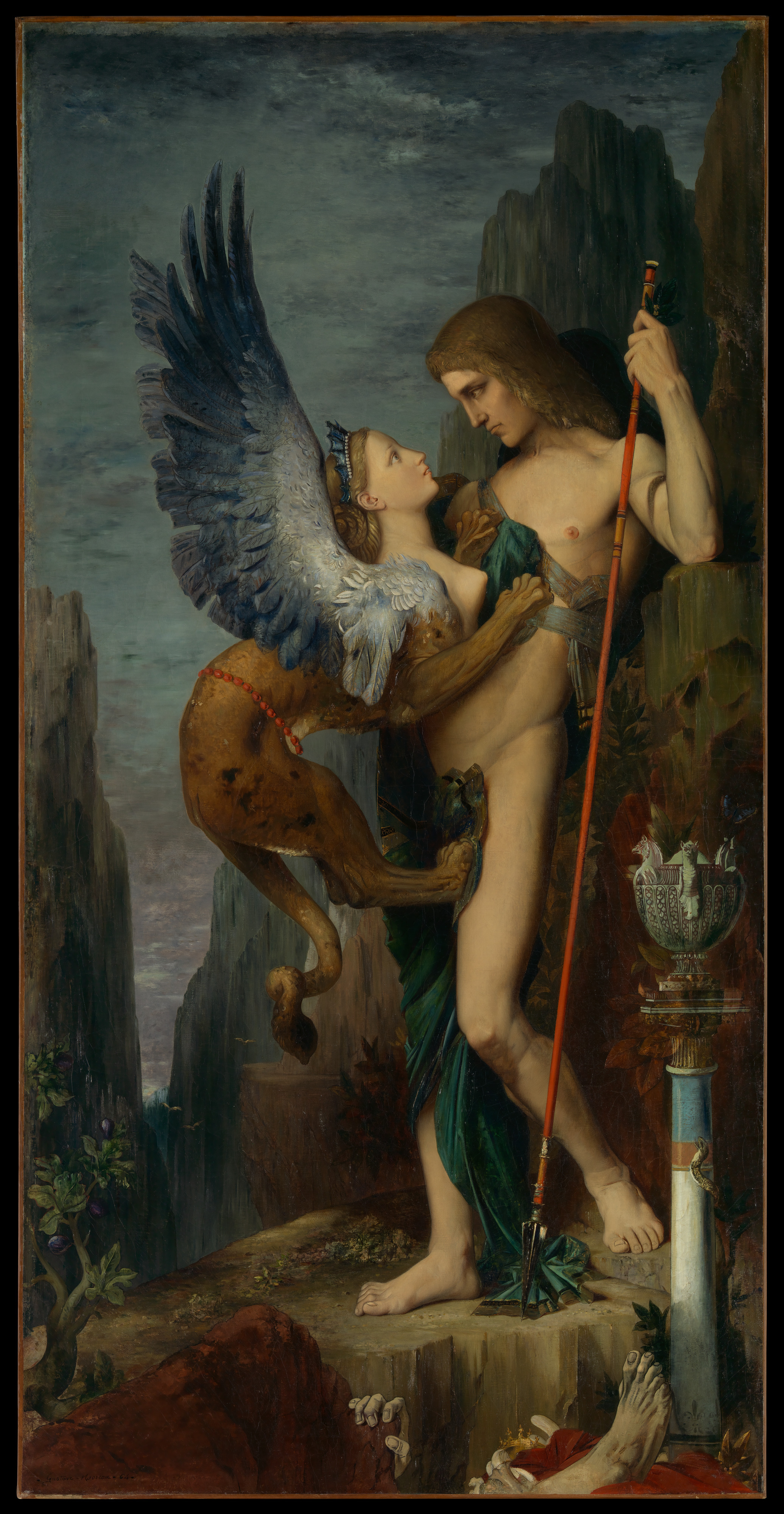
《俄狄浦斯和斯芬克斯》，1864年，收藏於大都會美術館
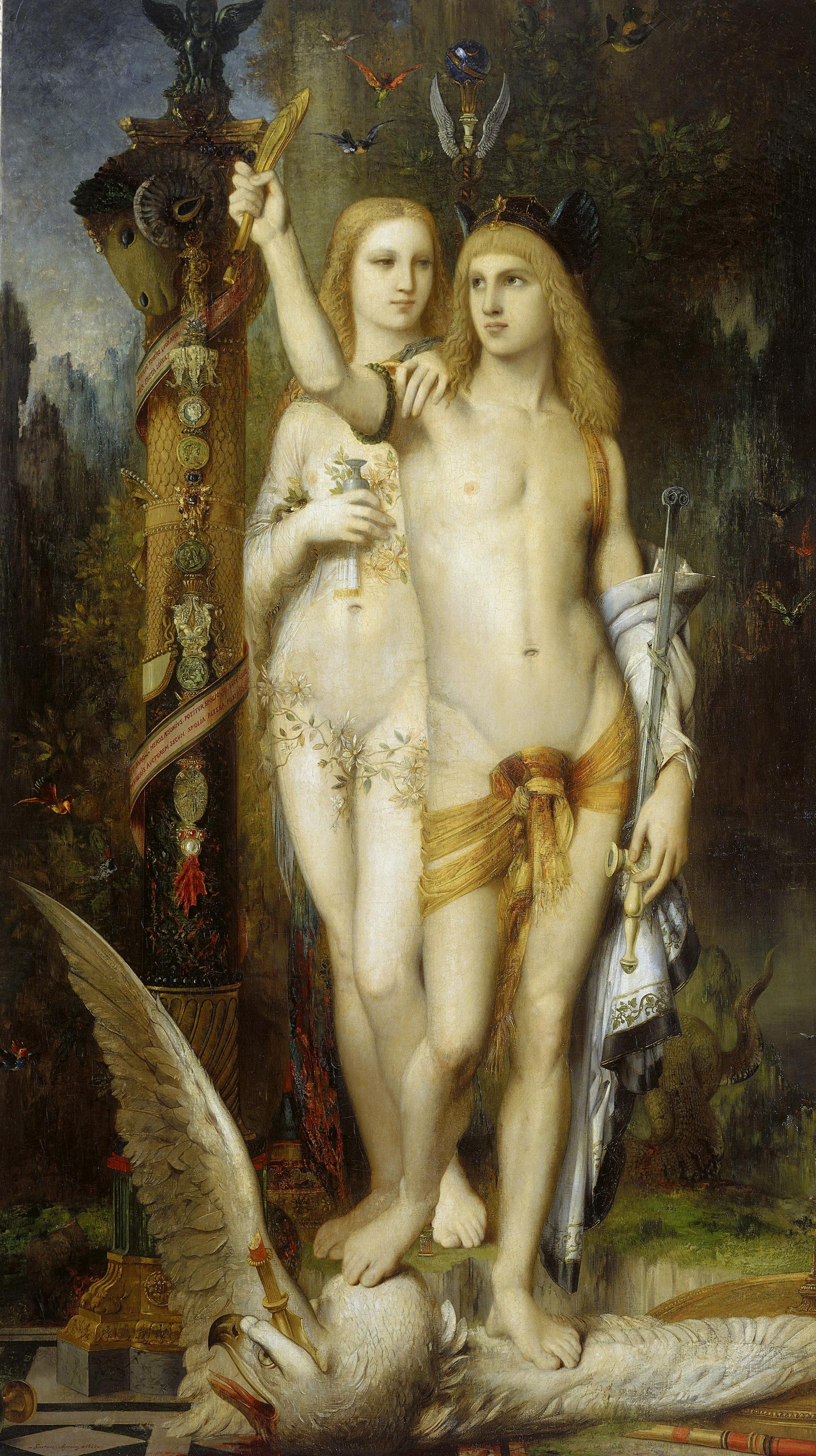
《伊阿宋》，1865年，收藏於奧塞美術館
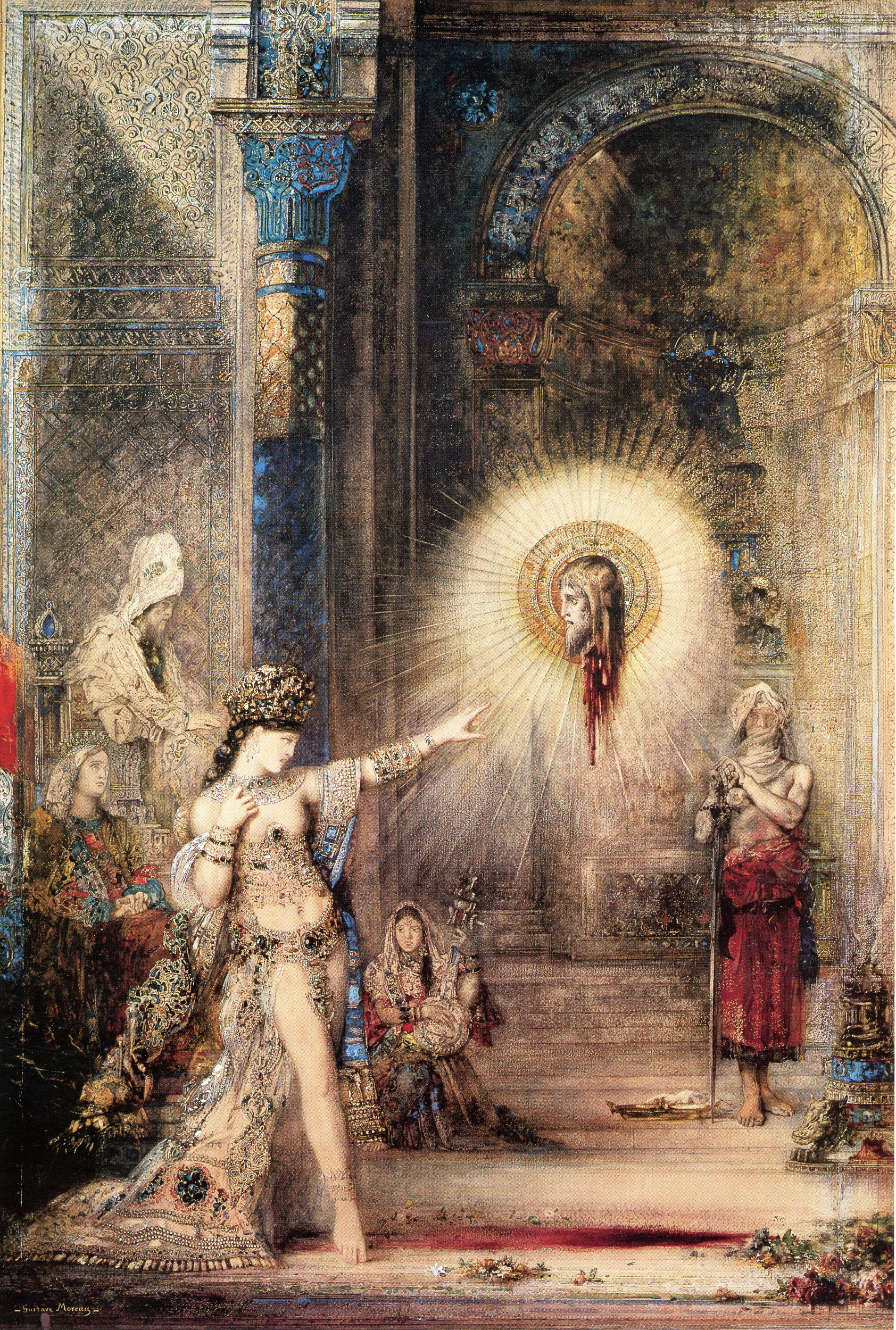
《顯靈》，1874年-1876年，收藏於法國巴黎國立莫羅博物館